# Bernstadt auf dem Eigen
Bernstadt auf dem Eigen (alt sòrab: Benadźice) és un municipi alemany que pertany a l'estat de Saxònia. Es troba a 16 km al nord de Zittau i a 16 km al sud-oest de Görlitz.

## Llogarets
- Altbernsdorf auf dem Eigen,
- Bernstadt a. d. Eigen,
- Buschschenkhäuser,
- Dittersbach auf dem Eigen,
- Kemnitz O/L,
- Kunnersdorf auf dem Eigen,
- Lehdehäuser
- Russen.

## Evolució demogràfica
| Any  | Població |
| 1834 | 1608     |
| 1871 | 1731     |
| 1890 | 1228     |
| 1910 | 1435     |
| 1925 | 1548     |
| 1939 | 1518     |
| 1946 | 1994     |
| 1950 | 2127     |
| 1964 | 2565     |
| 1990 | 2342     |
| 2000 | 4435     |
| 2007 | 3959     |